# Kaiser-Franz-Joseph-I.-Rettungs-Jubel-Marsch
Kaiser-Franz-Joseph-I.-Rettungs-Jubel-Marsch, op. 126, är en marsch av Johann Strauss den yngre. Den spelades första gången den 6 mars 1853 i Wien.

## Historia
Den 18 februari 1853 utförde den ungerske skräddaren János Libényi en knivattack mot kejsare Frans Josef I av Österrike. Kejsaren befann sig på en militärövning när han blev attackerad. Libényi arresterades omedelbart och efter att ha konstaterat att såret inte var allvarligt fortsatte kejsaren sin inspektion. Johann Strauss den yngre begagnade sig av händelsen för att bevisa sin lojalitet gentemot kejsaren och komponerade en marsch. Musikaliskt kombinerade han melodin från den österrikiska kejsarsången Gott erhalte Franz den Kaiser (till musik av Joseph Haydn) med sin marsch, vilket ytterligare underströk dess patriotiska öde. Marschen framfördes första gången den 6 mars 1853 i anledning av en Strauss-konsert i danshallen Zum Sperl.

## Om marschen
Speltiden är ca 3 minuter och 36 sekunder plus minus några sekunder beroende på dirigentens musikaliska tolkning.

## Weblänkar
- Kaiser-Franz-Joseph-I.-Rettungs-Jubel-Marsch i Naxos-utgåvan.